# Critica biblica

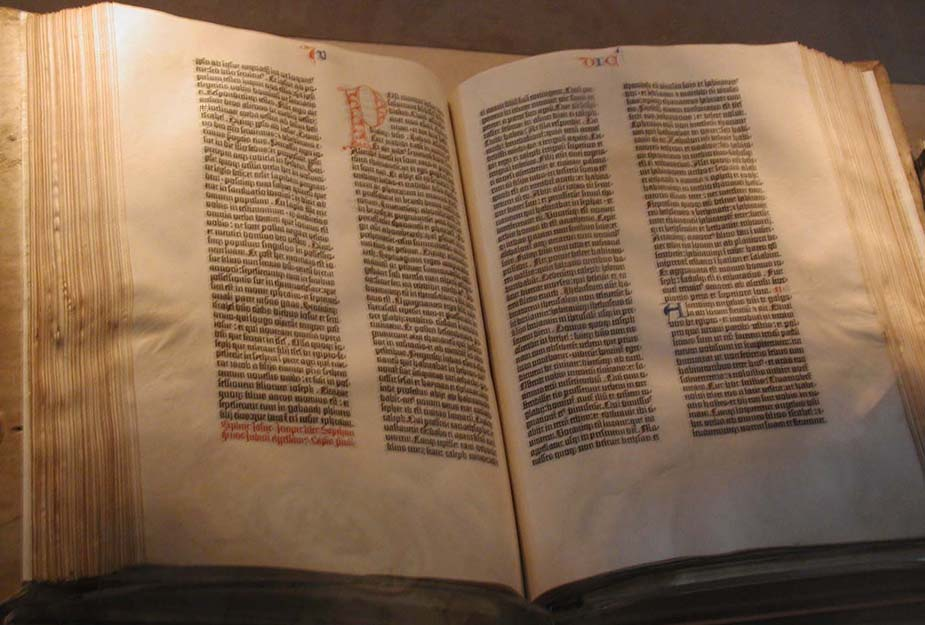
La Bibbia di Gutenberg, la prima Bibbia stampata

La critica biblica indica quei metodi di studio della Bibbia che abbracciano due distinte prospettive: la preoccupazione di evitare i dogmi e i pregiudizi attraverso un approccio aconfessionale e basato sulla ragione e la ricostruzione della storia secondo la comprensione contemporanea. La critica biblica utilizza la grammatica, la struttura, lo sviluppo e le relazioni della lingua per identificare quelle caratteristiche come la struttura letteraria della Bibbia, il suo genere letterario, il suo contesto, il suo significato, i suoi autori e la sua origine.
La critica biblica comprende un ampio spettro di approcci e questioni entro quattro principali metodologie contemporanee: la critica testuale o ecdotica, la critica delle fonti, la critica delle forme e la critica letteraria. La critica testuale esamina il testo e i suoi manoscritti per identificare il contenuto originario. La critica delle fonti ricerca e confronta i testi per evidenziare le fonti originarie. La critica delle forme identifica brevi passaggi del testo e prova a ricostruirne la collocazione originaria. Queste tre metodologie sono eminentemente storiche e indagano il testo prima della sua elaborazione. Invece la critica letteraria si concentra sulla struttura letteraria, sullo scopo dell'autore, sulla reazione del lettore di fronte al testo attraverso i metodi della critica retorica, della critica canonica e della critica narrativa. 
La critica biblica nacque come un aspetto della cultura moderna in Occidente. Alcuni studiosi pretendono di trovarne le radici nella riforma protestante, ma la maggior parte le individua invece nell'illuminismo tedesco. Il pietismo tedesco ebbe un ruolo nel suo sviluppo, così come il deismo inglese, entrambi influenzati dal razionalismo e dagli studi protestanti. L'Illuminismo e il suo scetticismo nei confronti dell'autorità della Bibbia e della Chiesa accesero questioni riguardanti le basi storiche per la vita di Gesù Cristo, separandole dalle tradizionali risposte teologiche. Questa ricerca per il "Gesù storico" incominciò nelle prime fasi della critica biblica, riapparì nel XIX secolo e ancora nel XX, rimanendo uno dei maggiori campi di indagine della critica biblica per oltre 200 anni.
Nella seconda metà del XX secolo e nel XXI secolo la critica biblica è stata influenzata da un'ampia gamma di altre discipline accademiche e prospettive teoriche, che ne hanno mutato l'approccio primitivo che era soprattutto storico a un approccio multidisciplinare, aprendosi all'orientalistica, la psicologia, l'antropologia e la sociologia.

## Storia
Sia la critica dell'Antico Testamento che quella del Nuovo Testamento sono nate dal razionalismo del XVII e del XVIII secolo e si sono sviluppate nel contesto dell'approccio scientifico alle discipline umanistiche (specialmente la storia) creatosi nel XIX secolo. Gli studi dell'Antico e del Nuovo Testamento erano spesso indipendenti l'uno dall'altro, principalmente a causa della difficoltà per un singolo studioso di avere una conoscenza sufficiente delle molte lingue richieste o delle condizioni culturali dei vari periodi in cui i testi furono scritti.

### Antico Testamento

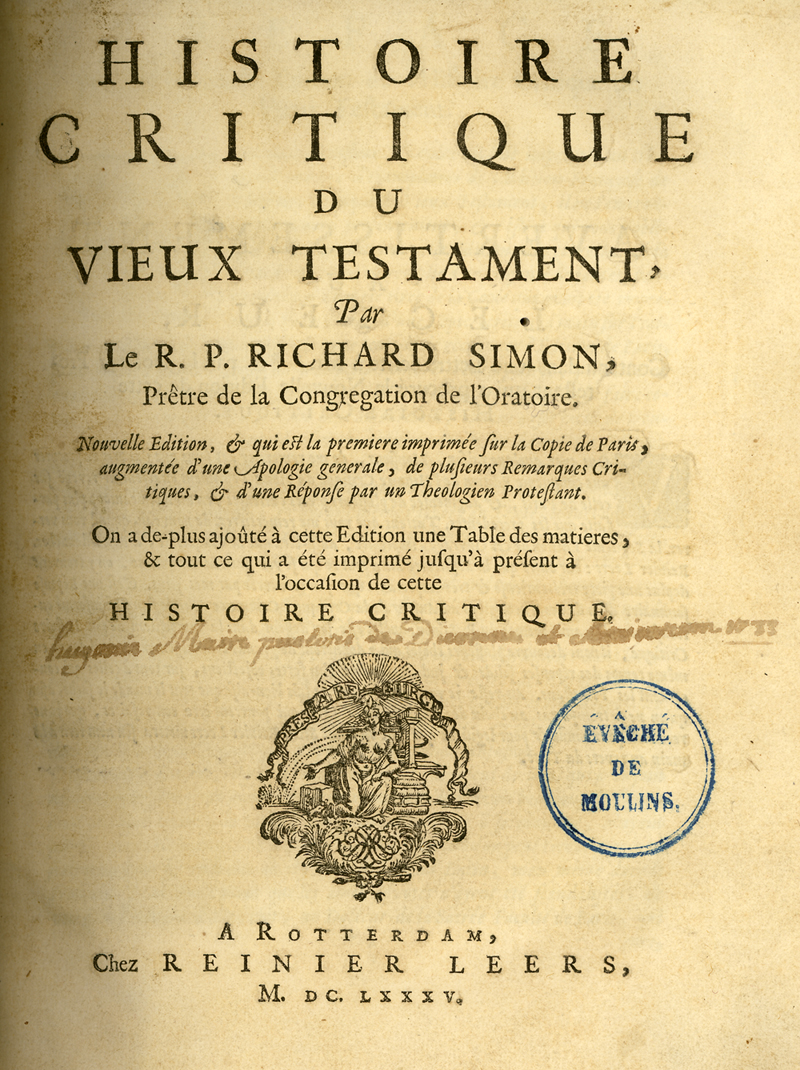
Prima pagina della Histoire critique du Vieux Testament, di Richard Simon, pubblicata nel 1685 da Reinier Leers a Rotterdam, Paesi Bassi. Si tratta di una delle prime opere di esegesi biblica.

La moderna esegesi biblica nacque con i filosofi e i teologi del XVII secolo - Thomas Hobbes, Baruch Spinoza, Richard Simon ed altri - che iniziarono a fare domande sull'origine dei testi biblici, specialmente sul Pentateuco (i primi cinque libri dell'Antico Testamento: Genesi, Esodo, Levitico, Numeri e Deuteronomio). In particolare si chiesero chi avesse scritto questi libri: secondo la tradizione il loro autore sarebbe stato Mosè, ma i critici trovarono contraddizioni e inconsistenze nel testo che ne rendevano improbabile la paternità mosaica. Nel XVIII secolo, Jean Astruc, un medico francese, decise di confutare queste critiche: prendendo in prestito i metodi di critica testuale della letteratura greca e latina, scoprì quelli che considerò due distinti documenti nella Genesi, scritti da Mosè e poi condensati da autori successivi in un unico documento, generando quindi quelle incongruenze e contraddizioni notate da Hobbes e Spinoza.
I metodi di Astruc furono adottati dagli studiosi tedeschi che, nel corso del secolo successivo, li raffinarono e li utilizzarono per indagare la Bibbia. Entro la metà del secolo, il consenso voleva che il Pentateuco contenesse quattro fonti originali, differenti da quelle di Astruc, che non erano opera di Mosè, e che i libri di Giosuè, dei Giudici, di Samuele e dei Re erano un'unica storia di Israele nota come "Storia deuteronomica" in quanto collegata al Deuteronomio. L'esegesi biblica tedesca del XIX secolo raggiunse il suo apice con due libri di Julius Wellhausen, Fonti del Pentateuco e il successivo e ancor più influente Prolegomeni alla Storia di Israele. Wellhausen riassunse e distillò i risultati del precedente secolo di studi nella versione definitiva dell'ipotesi documentale, affermando che il Pentateuco era formato da documenti distinti, fino a quattro diversi, nessuno dei quali composti prima del X secolo a.C., combinati da uno scriba nella loro forma presente al più tardi nel V secolo a.C.
Le ipotesi di Wellhausen ebbero una influenza immensa, ma furono altrettanto controverse, specie tra credenti cristiani ed ebrei, che giudicarono il loro orientamento eminentemente secolare come una sfida alla fede. Studi successivi corressero Wellhausen e ammorbidirono l'iniziale accoglienza ostile dei critici religiosi. Hermann Gunkel e Martin Noth svilupparono la storia della tradizione, la teoria che i testi biblici, anche se composti dopo il X secolo, fossero basati su tradizioni orali precedenti e che quindi contenessero memorie accurate degli eventi descritti. L'archeologia biblica sviluppata da William Foxwell Albright sembrò dare sostegno alla stessa conclusione, confermando con prove archeologiche alcune storie della Bibbia, in particolare quelle risalenti all'età dei patriarchi, all'esodo, alla conquista di Canaan. Alla fine del XX secolo il Vaticano aveva ribaltato la sua iniziale condanna dell'esegesi biblica, giungendo sino a consigliarla agli studiosi cattolici.
A metà del XX secolo il consenso scientifico riteneva l'ipotesi documentale essenzialmente corretta e che, al contempo, la Bibbia contenesse tradizioni genuine riguardo Abramo, Mosè e la storia israelita successiva. Tutto questo iniziò a cambiare negli anni 1960, quando John Van Seters, Thomas Thompson e William Dever misero in discussione, e demolirono, l'idea di Albright che l'archeologia avesse convalidato la Genesi e l'Esodo; ancora Van Seters, Roger Norman Whybray, Rolf Rendtorff e altri misero in discussione e abbandonarono l'ipotesi documentale, proponendo al suo posto nuove teorie basate su modelli frammentari di composizione. Negli ultimi decenni del secolo i minimalisti biblici giunsero fino a proporre che la Bibbia fosse un prodotto interamente romanzesco databile agli ultimi secoli prima di Cristo, senza il minimo valore storico; il minimalismo biblico resta una posizione minoritaria, ma la natura e il campo di interesse dell'esegesi delle fonti sono ancora una volta, all'inizio del XXI secolo, oggetto di dibattito accesso.

### Nuovo Testamento

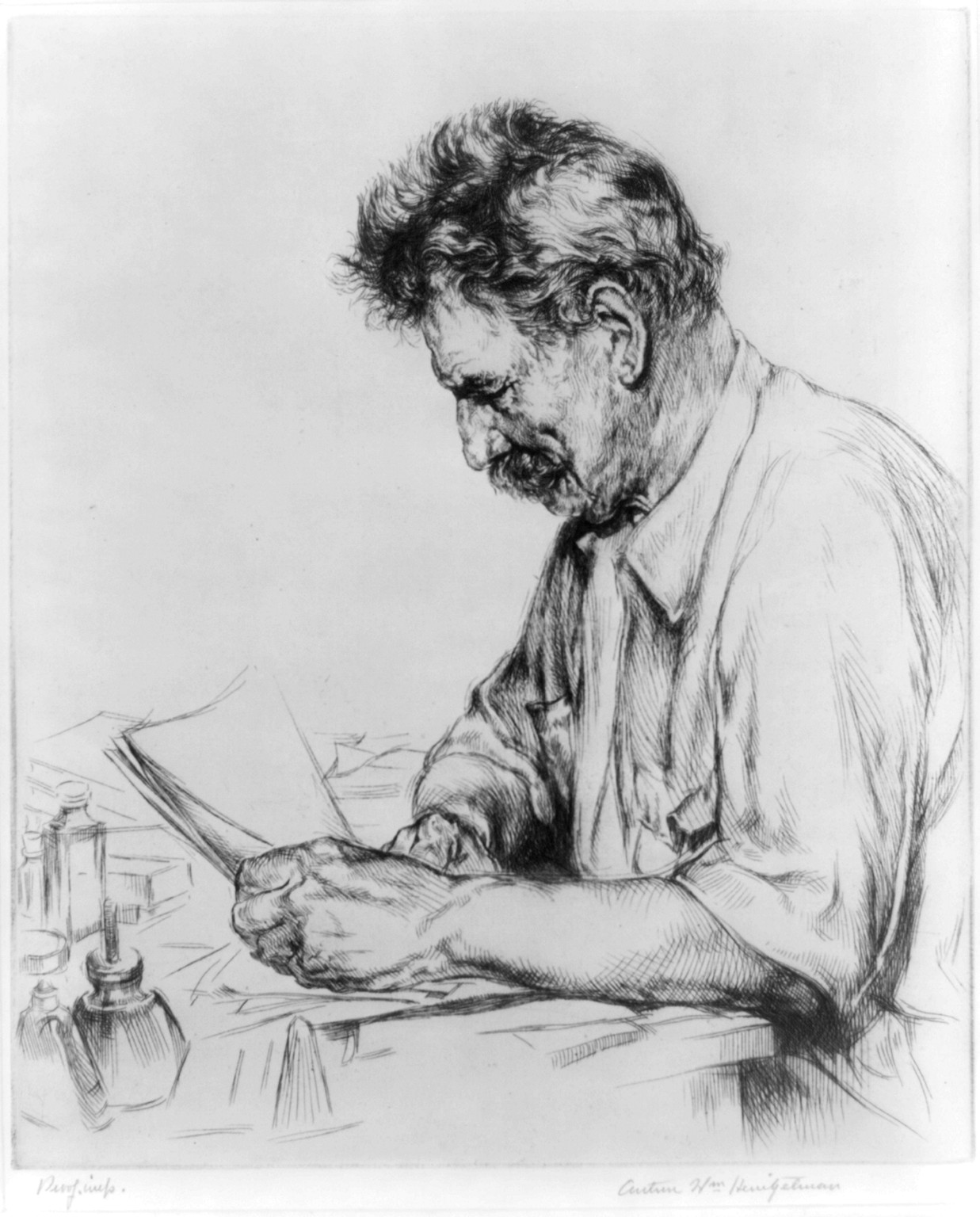
Albert Schweitzer (1875-1965), teologo, musicista, filosofo e medico. Il suo Ricerca del Gesù storico (1906) dimostrò che le "vite di Gesù" del XIX secolo erano riflessi dei contesti storici e sociali dei rispettivi autori.

Il precursore nel campo dell'esegesi del Nuovo Testamento è Hermann Samuel Reimarus (1694-1768), che vi applicò la metodologia degli studi filologici su testi greci e latini e si convinse che molto poco di quanto vi era raccontato poteva essere accettato come incontrovertibilmente vero. Le conclusioni di Reimarus trovarono riscontro nel razionalismo degli intellettuali del XVIII secolo, ma erano profondamente problematiche per i credenti suoi contemporanei. Nel XIX secolo studi importanti furono portati avanti da David Strauss, Ernst Renan, Wilhelm Bousset, Johannes Weiss, Albert Schweitzer e altri, tutti interessati ad investigare il «Gesù storico» all'interno delle narrazioni evangeliche.
Heinrich Julius Holtzmann fu importante in un altro campo di indagine: fu lui, infatti, a fondare la cronologia della composizione dei vari libri del Nuovo Testamento che formò la base dei successivi studi in questo campo, oltre che a formulare la teoria delle due fonti, l'ipotesi che i vangeli secondo Matteo e Luca si basavano sul vangelo secondo Marco e su di un ipotetico documento detto "Fonte Q". Entro la prima metà del XX secolo, una nuova generazione di studiosi, tra cui Karl Barth e Rudolf Bultmann in Germania e Roy Harrisville negli Stati Uniti, giunsero alla conclusione che la ricerca del Gesù storico fosse giunta ad un vicolo cieco; Barth e Bultmann accettarono il fatto che poco si potesse dire con certezza del Gesù storico, concentrandosi invece sul kerygma, il "messaggio", del Nuovo Testamento. Le questioni che studiarono concernevano l'identificazione del messaggio centrale di Gesù e di come si ponesse in relazione all'ebraismo, e come quel messaggio si rivolgesse al mondo contemporaneo.
La scoperta dei Rotoli del Mar Morto nel 1948 ha rivitalizzato l'interesse nei possibili contributi che l'archeologia può offrire alla comprensione del Nuovo Testamento. Joachim Jeremias e Charles Harold Dodd hanno pubblicato studi linguistici che tentano di identificare strati all'interno dei vangeli riconducibili a Gesù, agli autori e alla Chiesa delle origini; Burton Mack e John Dominic Crossan hanno inserito Gesù nel sostrato culturale della Giudea del I secolo; gli studiosi del Jesus Seminar hanno studiato i singoli tropi dei vangeli per giungere ad un consenso su cosa possa e non possa essere accettato come storico.
L'esegesi del Nuovo Testamento contemporanea continua a seguire la tendenza sintetizzatrice impostata durante la seconda metà del XX secolo. C'è ancora un forte interesse a recuperare il "Gesù storico", ma l'impostazione della ricerca è orientata alla giudaicità di Gesù (Bruce Chilton, Géza Vermes e altri) e alla sua formazione a partire dalle correnti politico-religiose della Palestina del I secolo (Marcus Borg).

## Metodi

### Ecdotica
L'ecdotica o "critica testuale" è l'analisi del testo per identificare la sua provenienza o per ricostruire la sua storia. Si basa sul fatto che errori sono inevitabilmente introdotti nel testo mentre generazioni di scribi riproducono l'uno i manoscritti dell'altro. Gli errori tendono a formare "famiglie" di manoscritti: lo scriba A introduce errori che non sono presenti nel manoscritto dello scriba B, e col tempo le "famiglie" dei testi che discendono da A e B divergono sempre di più mano a mano che altri errori sono introdotti da scribi successivi. L'ecdotica studia le differenze tra queste famiglie per mettere insieme una buona ricostruzione dell'originale; più copie sono sopravvissute, maggiore è l'accuratezza con la quale si possono dedurre informazioni sul testo originale e sulle famiglie che ne discendono.
L'ecdotica è una disciplina rigorosamente obbiettiva che usa diverse metodi specialistici, tra cui l'eclettismo, la stemmatica e la cladistica; per scegliere tra diverse "lezioni" (varianti) nei manoscritti, sono stati introdotti diversi principi, tra cui il Lectio difficilior potior, «la lezione più difficile è quella da preferire». Ciò nondimeno, rimangono forti elementi di soggettività, aree in cui lo studioso deve scegliere la propria lezione sulla base del suo giudizio o del buon senso; ad esempio, Amos 6.12 dice «Si ara forse con i buoi?», con la risposta che dovrebbe essere "sì" ma che dal contesto deve essere "no": allora la lezione che si dà normalmente è quella emendata «Si ara forse il mare con i buoi?». Tale emendamento si basa sul testo considerato corrotto, ma non di meno è una questione di scelta.

### Critica delle fonti
La critica delle fonti è la ricerca delle fonti originali dietro un certo testo biblico. Può essere fatta risalire al sacerdote francese del XVII secolo Richard Simon, e il suo più influente prodotto è il Prolegomena zur Geschichte Israels di Julius Wellhausen (1878), la cui «profondità e chiarezza di espressione hanno lasciato il loro segno indelebile nei moderni studi biblici».
Un esempio di critica delle fonti è il problema dei sinottici. Gli studiosi hanno notato che i tre vangeli sinottici (Vangelo secondo Luca, Vangelo secondo Marco e Vangelo secondo Matteo) sono molto simili, talvolta identici. La principale teoria che spiega le uguaglianze è la teoria delle due fonti, la quale suggerisce che Marco sia stato il primo vangelo ad essere scritto, che sia probabilmente basato su di una combinazione di materiale orale e scritto precedente. Matteo e Luca sarebbero stati scritti successivamente e si sarebbero basati primariamente su due fonti differenti: Marco e una raccolta scritta di detti di Gesù, che gli studiosi chiamano fonte Q. Quest'ultimo documento è andato perduto, ma almeno parte del suo materiale può essere ricostruito indirettamente, attraverso il materiale comune a Luca e Matteo ma mancante in Marco. Oltre a Marco e Q, gli autori di Luca e Matteo fecero uso di altre fonti, che sarebbero l'origine del materiale peculiare di ciascuno dei due.

### Critica delle forme e storia della tradizione
La Critica delle forme divide la Bibbia in sezioni (pericopi e storie) che sono analizzate e categorizzate per genere (prosa o versi, lettere, leggi, archivi giudiziari, inni di guerra, lamentazioni, eccetera); essa ricostruisce l'ambientazione in cui è stata composta e, principalmente, quella in cui è stata utilizzata.
La Storia della tradizione è un aspetto specifico della critica delle forme che ha lo scopo di tracciare la via attraverso la quale la pericope è entrata nelle grandi unità del canone biblico, con particolare interesse per la transizione dalla tradizione orale alla forma scritta. La credenza nella priorità, stabilità, e persino nella possibilità di rilevare le tradizioni orali è ora talmente messa in discussione che la storia della tradizione è divenuta quasi inutile, ma la critica delle forme continua ad essere una metodologia percorribile negli studi biblici.

### Storia della redazione
La Storia della redazione studia «la collezione, la disposizione, l'arrangiamento e la modifica delle fonti» ed è frequentemente utilizzata per ricostruire la comunità cui apparteneva l'autore del testo e i suoi scopi. Si basa sulla comparazione delle differenze tra manoscritti e i loro significati teologici.

### Critica canonica
Associata particolarmente con il nome di Brevard Childs, che ha prodotto un'ampia letteratura sull'argomento, la critica canonica è «un'indagine della forma finale di un testo nella sua totalità, come del processo che porta ad essa». Lì dove l'esegesi precedente indagava sull'origine, la struttura e la storia del testo, la critica canonica si occupa del significato del testo, sia per la comunità che lo utilizzò, sia nel contesto del più ampio canone di cui il testo forma una parte.
L'esegesi canonica si distingue da quella scientifica, o accademica o storico-critica, perché pone l'attenzione primaria sul servizio che il testo ha reso alla comunità originaria o alle generazioni successive, e si basa sulla lectio divina che è una esegesi spirituale, o allegorica, quella cioè dei Padri.